# Pasir Bolang
Pasir Bolang is een bestuurslaag in het regentschap Tangerang van de provincie Banten, Indonesië. Pasir Bolang telt 5589 inwoners (volkstelling 2010).